# La Remaudière
Remaudière – miejscowość i gmina we Francji, w regionie Kraj Loary, w departamencie Loara Atlantycka.
Według danych na rok 2010 gminę zamieszkiwało 1140 osób, a gęstość zaludnienia wynosiła 87 osób/km².